# Dolichopus abruptus
Dolichopus abruptus är en tvåvingeart som beskrevs av Aldrich 1922. Dolichopus abruptus ingår i släktet Dolichopus och familjen styltflugor. Inga underarter finns listade i Catalogue of Life.